# کندی چندلر
کندی چندلر (انگلیسی: Kennedy Chandler؛ زادهٔ ۱۶ سپتامبر ۲۰۰۲) بازیکن بسکتبال اهل ایالات متحده آمریکا است.
وی در مسابقات کشوری و بین‌المللی در مجموع برندهٔ ۱ مدال طلا شده‌است.